# Грекс
Грекс (лат. grex) — термин, принятый в отрасли цветоводства, занимающейся растениями семейства Орхидные.
Термин образован от латинского существительного grex (мн. ч. greges) — стадо, стая, табун; толпа, группа, общество; отряд, шайка. Введён Карлом Линнеем для использования биноминальной номенклатуры в классификации искусственных гибридов.
Грексом может называться гибрид между двумя или более видами, между двумя или более грексами и между двумя или более видами и грексами. 
Правила и рекомендации по номенклатуре и регистрации гибридов и сортов орхидей опубликованы в справочнике Orchid Nomenclature and Registration (fourth edition 1993).

## Именование
Полное название грекса состоит из двух слов: названия рода (или названия гибридного рода) и эпитета грекса. Название рода обычно записывают курсивом, а название грекса — прямым шрифтом, при этом собственно название грекса может состоять как из одного, так и из большего числа слов.
Каждое слово эпитета грекса должно начинаться с заглавной буквы. Однократно в эпитете могут использоваться слова: «grex» или «gx».
Начиная с 1 января 2010 года эпитет грекса не может использоваться, если он идентичен эпитету нотовида того же происхождения.
Растения, полученные в результате скрещивания грекса и нотовида одного и того же происхождения, не могут образовывать новые грексы. 
Название грекса может быть принято, если приняты имена обоих родителей.
Нотовиды и грексы, созданные до 1 января 2010 года, должны различаться по способу написания. Эпитет нототаксона пишется курсивом, со строчной буквы, перед ним ставится знак «×». Эпитет грекса пишется с заглавной буквы, обычным шрифтом и без знака «×» перед эпитетом. 
Полное название культивара (клона) состоит из названия рода, названия грекса и названия культивара (последнее пишется в одиночных кавычках).
Примеры названий грексов:
- Phalaenopsis Bronze Maiden (Mrs Lester McCoy) 1964
= Phalaenopsis schilleriana × Phalaenopsis mannii
здесь Mrs Lester McCoy — создатель грекса, 1964 — год официальной регистрации грекса.
- Dendrobium Stardust
- ×Darwinara Charm

Примеры названий культиваров:
- Paphiopedilum Maudiae 'Queen' — полное название культивара 'Queen', одного из культиваров грекса Paphiopedilum Maudiae.
Paphiopedilum lawrenceanum var. hyeanum × Paphiopedilum callosum var. sanderae.
- ×Vuylstekeara Cambria 'Plush'
здесь ×Vuylstekeara — гибридный род, созданный путём скрещивания растений из родов Cochlioda × Miltonia × Odontoglossum.

Клоном в цветоводстве называется конкретный представитель грекса, а также его вегетативное потомство (в том числе полученное при помощи массового меристемного клонирования).
Официальной международной регистрации подлежат именно грексы, в то время как клонам присуждаются различные награды многими национальными орхидными обществами. На клоны орхидей распространяются международные соглашения о сортах растений, в частности, преследуется фальсификация при продаже.
Оригинатором (Originator Name) грекса считается селекционер — владелец материнского растения. При регистрации указывается также регистрант (Registrant Name) — человек, подавший заявку на регистрацию, при этом необходимым условием является наличие цветущего экземпляра данного грекса.